# Wolfgang Gentner
Wolfgang Gentner, né le 23 juillet 1906 à Francfort-sur-le-Main et mort le 4 septembre 1980 à Heidelberg, est un physicien expérimentateur allemand spécialisé en physique nucléaire.

## Biographie
Wolfgang Gentner soutient sa thèse de doctorat en 1930, à l'université de Francfort. De 1932 à 1935, il obtient le droit d'effectuer des études post-doctorales à l'Institut du radium de l'université de Paris, dirigé par Marie Curie. Il travaille ensuite de 1936 à 1945 en tant qu'assistant à l'Institut de physique du Kaiser-Wilhelm-Institut pour la recherche en médecine (aujourd'hui l'Institut Max-Planck de recherche médicale).
Son nom est associé au grand prix annuel des Sociétés française et allemande de physique, le prix Gentner-Kastler.

## Publications
- (avec Walther Bothe), Herstellung neuer Isotope durch Kernphotoeffekt, Die Naturwissenschaften, vol. 25, issue 8, 126-126 (1937).
- Kernphotoeffekt unter gleichzeitiger Aussendung von zwei Neutronen, Die Naturwissenschaften, vol. 26, no 7, 109-109 (1938).
- Mitteilungen aus der Kernphysik, Die Naturwissenschaften, vol. 28, no 25, 394-396 (1940).